# Jack Lawrence
Jack Lawrence es un músico estadounidense que es el bajista principal de las bandas de rock alternativo The Raconteurs, The Greenhornes y The Dead Weather. Toca el banjo y la autoarpa en la banda de country alternativo Blanche.

## Discografía
- 1999 The Greenhornes - Gun for You
- 2001 The Greenhornes - The Greenhornes
- 2002 The Greenhornes - Dual Mono
- 2004 Loretta Lynn - Van Lear Rose
- 2005 The Greenhornes - East Grand Blues
- 2005 The Greenhornes - Sewed Soles
- 2004 Blanche - America's Newest Hitmakers
- 2006 The Raconteurs - Broken Boy Soldiers
- 2008 The Raconteurs - Consolers of the Lonely
- 2009 The Dead Weather - Horehound
- 2010 The Greenhornes - ****
- 2010 The Dead Weather - Sea of Cowards
- 2015 The Dead Weather - Dodge and Burn
- 2019 The Raconteurs - Help Us Stranger
- 2020 The Raconteurs - Live At Electric Lady